# Kindred (Dakota Północna)
Kindred – miasto w Stanach Zjednoczonych, w stanie Dakota Północna, w hrabstwie Cass.